# Pedra Formosa
Pedra Formosa è un monolite, normalmente decorato con incisioni in bassorilievo, che si trovava all'interno degli spogliatoi delle strutture balneari della civiltà castrense, che consentiva l'accesso, attraverso una piccola apertura, ai compartimenti dei bagni e dei vapori caldi.

## Esempi

### Pedra Formosadi Citânia de Briteiros

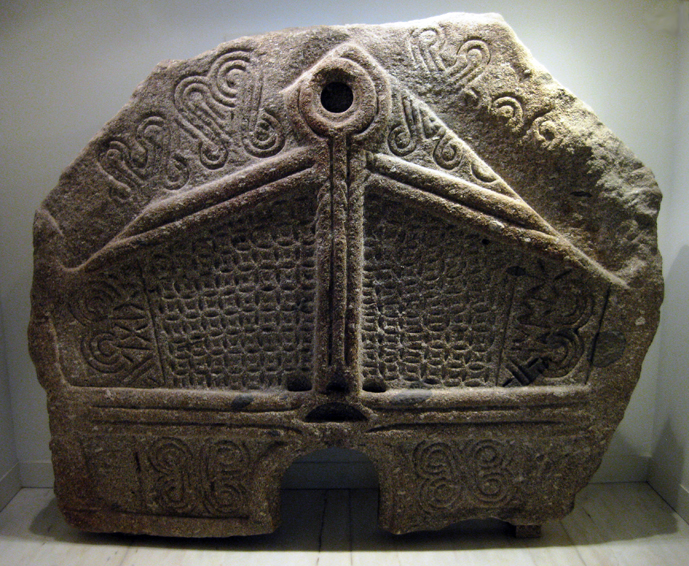
Citânia de Briteiros, esposta nel Museo della Cultura Castrense a Briteiros

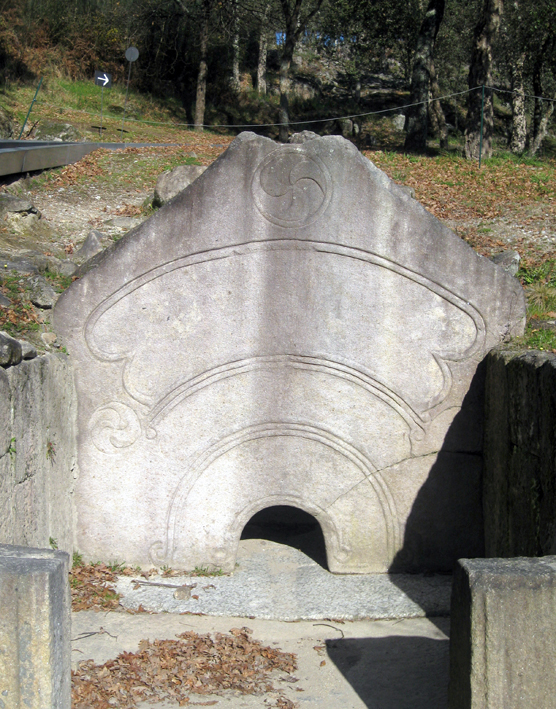
Citânia de Briteiros

La Pedra Formosa più importante della Citânia de Briteiros, localizzata nella freguesia di Salvador de Briteiros, comune di Guimarães, distretto di Braga, si trova esposta nel Museo della cultura castrense in Briteiros.
È un monolite di granito, lavorato probabilmente circa tremila anni fa, di quasi tre metri di larghezza e di più di due di altezza, pesante approssimativamente cinque tonnellate.
Si tratta del pezzo principale di un monumento che è essenzialmente un complesso architettonico pre-romano di bagni (vapore e acqua) costruito nel periodo castrense e di cui 100 anni fa riferì lo storico Martins Sarmento.
Una seconda Pedra Formosa si trova a Citânia de Briteiros.

### Pedra Formosadi Castro das Eiras

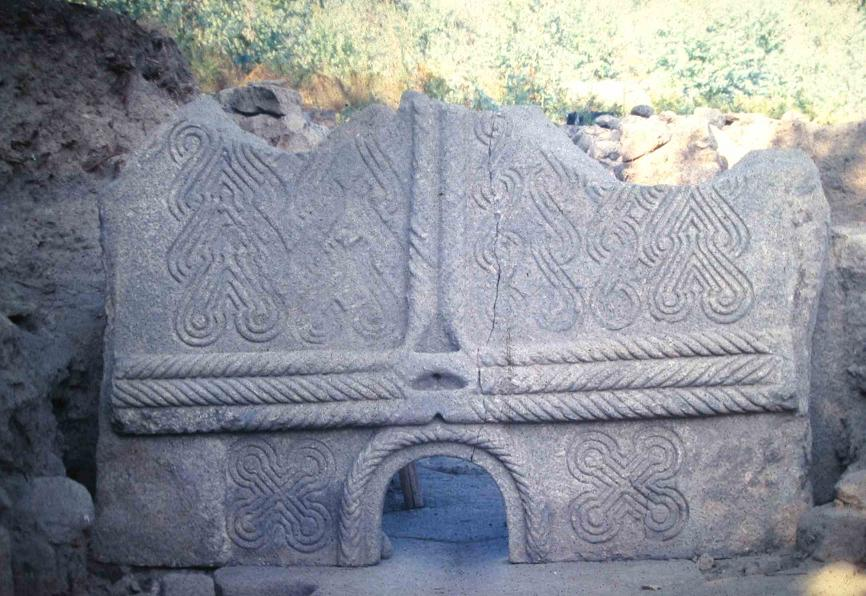
Castro das Eiras

La Pedra Formosa del Castro das Eiras, una freguesia di Pousada de Saramagos, comune di Vila Nova de Famalicão, distretto di Braga, fu identificata nel 1880 da Martins Sarmento, del Gabinetto di Archeologia della Camera Municipale di Vila Nova di Famalicão. Furono ripresi gli scavi nel 1990 sotto la direzione dell'archeologo Francisco Queiroga. Era la pertinenza di un complesso di bagni datato dal I millennio a.C..

### Pedra Formosadi Citânia de Sanfins

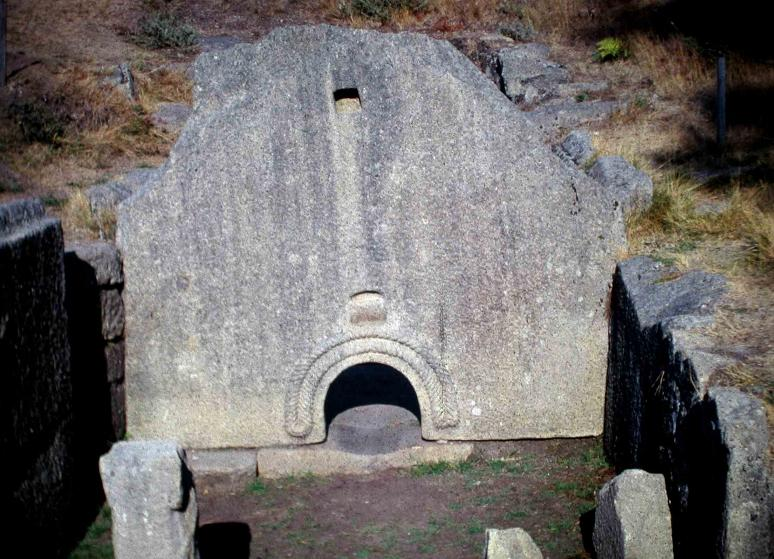
Citânia de Sanfins

La Citânia de Sanfins è uno dei principali siti archeologici della Penisola Iberica, localizzata nel distretto di Porto, comune di Paços de Ferreira, freguesia di Sanfins de Ferreira.
L'edificio, destinato ai bagni pubblici, si distingue dal complesso archeologico della Citânia per la sua tecnica e apparato.
I primi studi su questa Citânia sono dovuti agli storici Martins Sarmento e Leite de Vasconcelos.

### Pedra Formosadi Tongóbriga

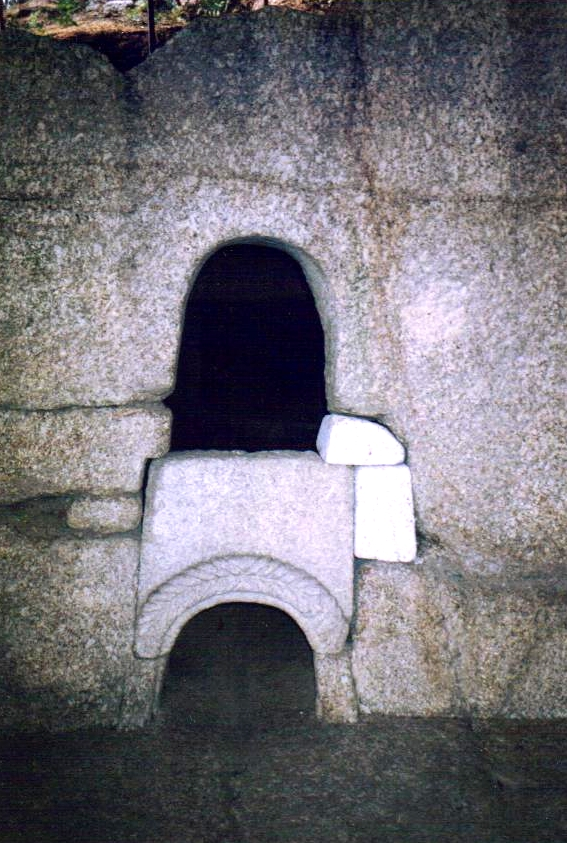
Tongóbriga

Tongóbriga è una città romana situata nella freguesia di Freixo, comune di Marco de Canaveses, distretto di Porto.
La Pedra Formosa si trova unita alle antiche terme romane.